# Onosma ovalifolium
Onosma ovalifolium är en strävbladig växtart som beskrevs av Ky. och Boiss. Onosma ovalifolium ingår i släktet Onosma och familjen strävbladiga växter. Inga underarter finns listade i Catalogue of Life.